# Montréal–Saint-Louis
Montréal numéro 3 puis, Montréal—Saint-Louis. est un ancien district provincial du Québec.

## Historique
Suivie de : Saint-Louis

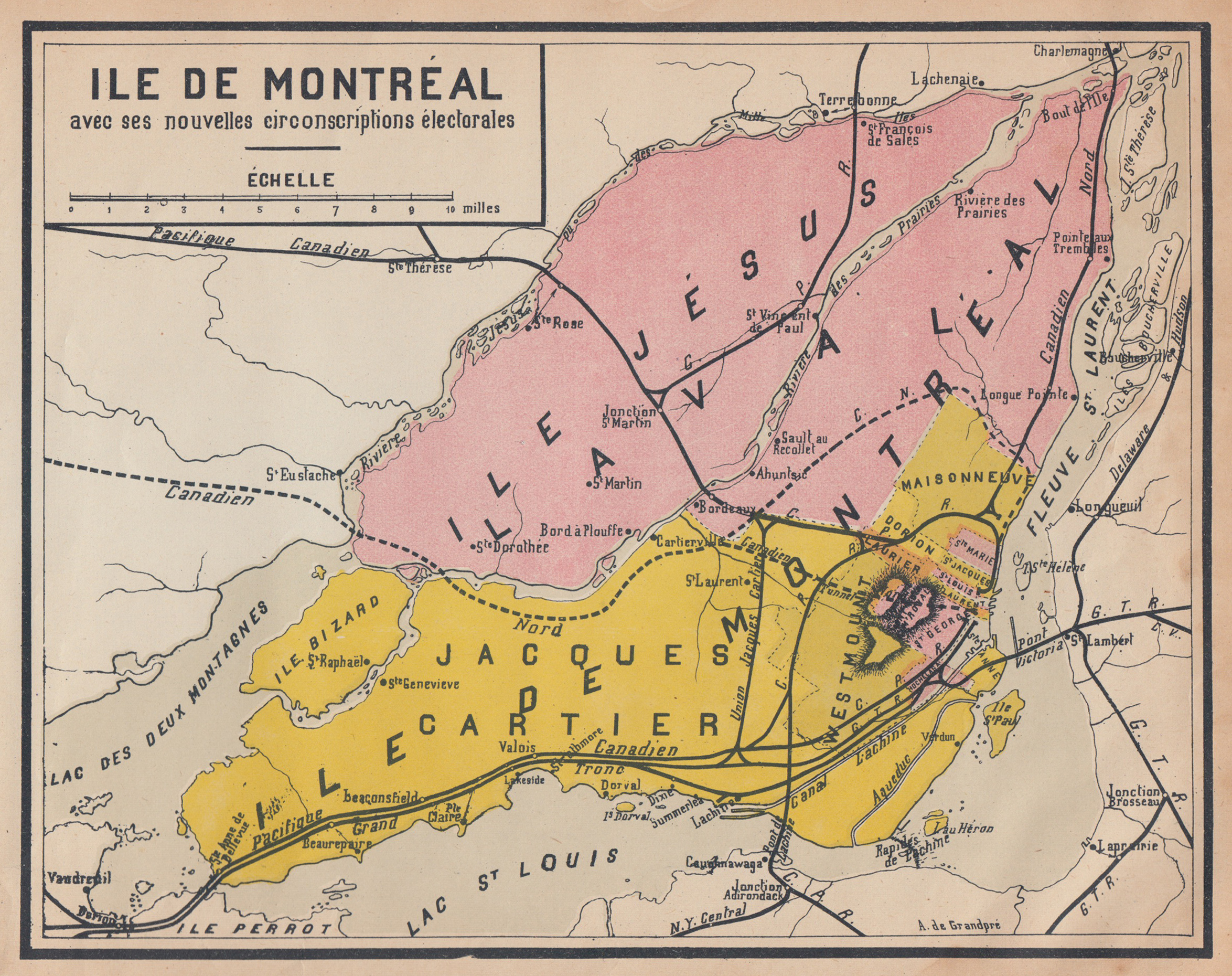
Carte des circonscriptions de l'île de Montréal en 1920. Montréal–Saint-Louis (identifié LOUIS sur la carte) est au centre-droit, en rose.

À sa dissolution, la majeure partie de son territoire et de ses électeurs formeront la nouvelle circonscription de Saint-Louis mais aussi une partie de la nouvelle circonscription de Sainte-Anne.

## Liste des députés
| Législature                             | Années    | Député           | Député                   | Parti           |
| --------------------------------------- | --------- | ---------------- | ------------------------ | --------------- |
| Montréal no 3 Créée depuis Montréal-Est |           |                  |                          |                 |
| 7e                                      | 1890–1892 |                  | Henri-Benjamin Rainville | Libéral         |
| 8e                                      | 1892–1897 |                  | Damase Parizeau          | Conservateur    |
| 9e                                      | 1897–1900 |                  | Henri-Benjamin Rainville | Libéral         |
| 10e                                     | 1900–1904 |                  | Henri-Benjamin Rainville | Libéral         |
| 11e                                     | 1904–1908 | Godfroy Langlois |                          | Libéral         |
| 12e                                     | 1908–1912 | Godfroy Langlois |                          | Libéral         |
| Montréal–Saint-Louis                    |           |                  |                          |                 |
| 13e                                     | 1912–1916 |                  | Godfroy Langlois         | Libéral         |
| 14e                                     | 1916–1919 | Peter Bercovitch |                          | Libéral         |
| 15e                                     | 1919–1923 | Peter Bercovitch |                          | Libéral         |
| 16e                                     | 1923–1927 | Peter Bercovitch |                          | Libéral         |
| 17e                                     | 1927–1931 | Peter Bercovitch |                          | Libéral         |
| 18e                                     | 1931–1935 | Peter Bercovitch |                          | Libéral         |
| 19e                                     | 1935–1936 | Peter Bercovitch |                          | Libéral         |
| 20e                                     | 1936–1938 | Peter Bercovitch |                          | Libéral         |
| 20e                                     | 1938–1939 |                  | Louis Fitch              | Union nationale |
| 21e                                     | 1939–1944 |                  | Maurice Hartt            | Libéral         |
| 22e                                     | 1944–1947 |                  | Maurice Hartt            | Libéral         |
| 23e                                     | 1948–1952 | David Rochon     |                          | Libéral         |
| 24e                                     | 1952–1956 | David Rochon     |                          | Libéral         |
| 25e                                     | 1956–1960 | David Rochon     |                          | Libéral         |
| 26e                                     | 1960–1962 | Harry Blank      |                          | Libéral         |
| 27e                                     | 1962–1966 | Harry Blank      |                          | Libéral         |
| Dissoute dans Saint-Louis               |           |                  |                          |                 |

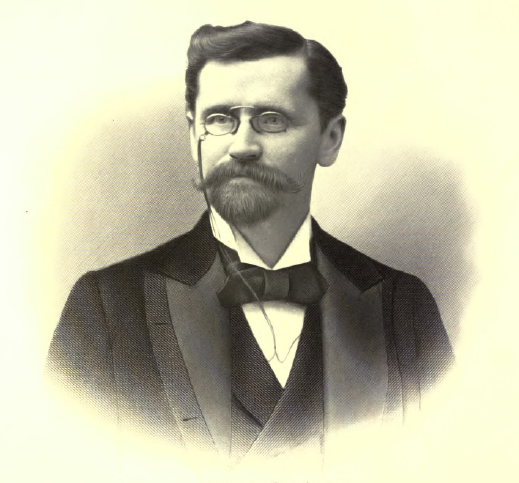
Henri-Benjamin Rainville est député de Montréal no 3 de 1890 à 1892 et de 1897 à 1904.
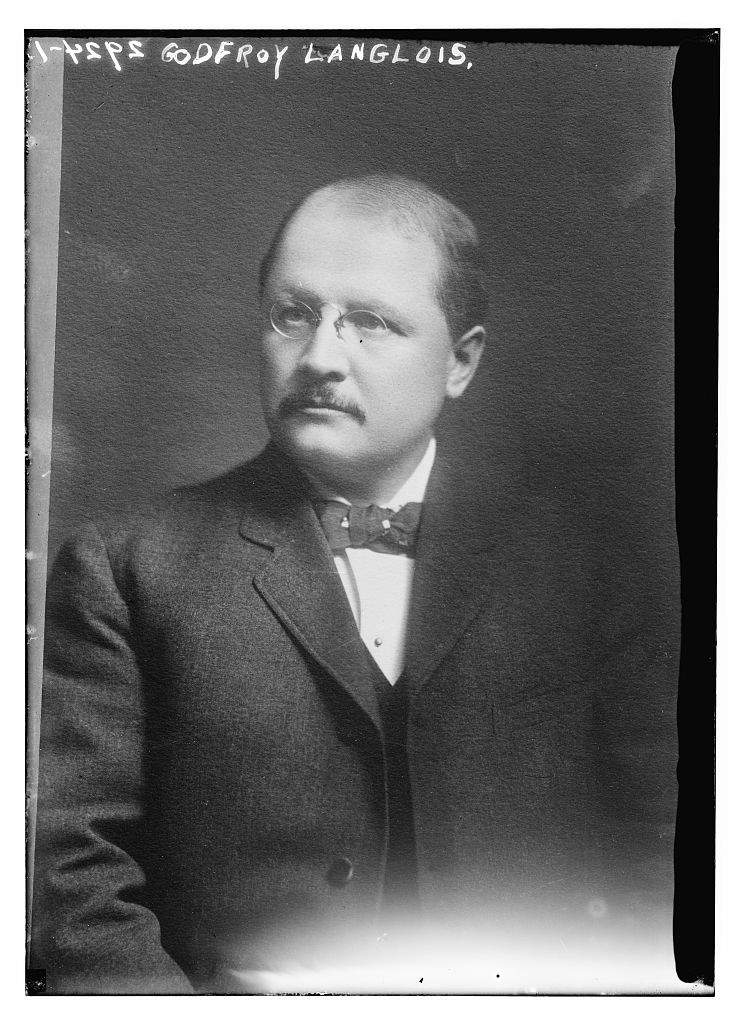
Godfroy Langlois est député de Montréal no 3 et de Montréal–Saint-Louis de 1904 à 1914 pour le Parti Libéral.
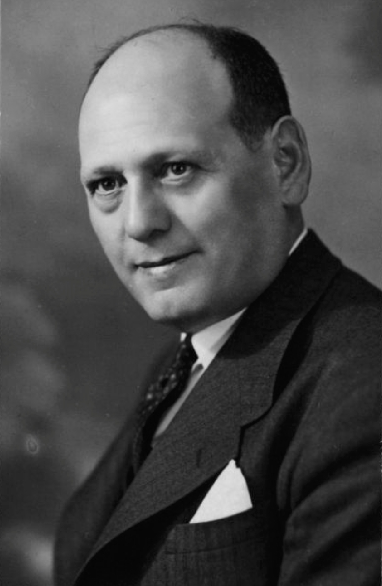
Maurice Hartt est député de Montréal–Saint-Louis de 1939 à 1947 pour le Parti Libéral.